# Peces de forraje

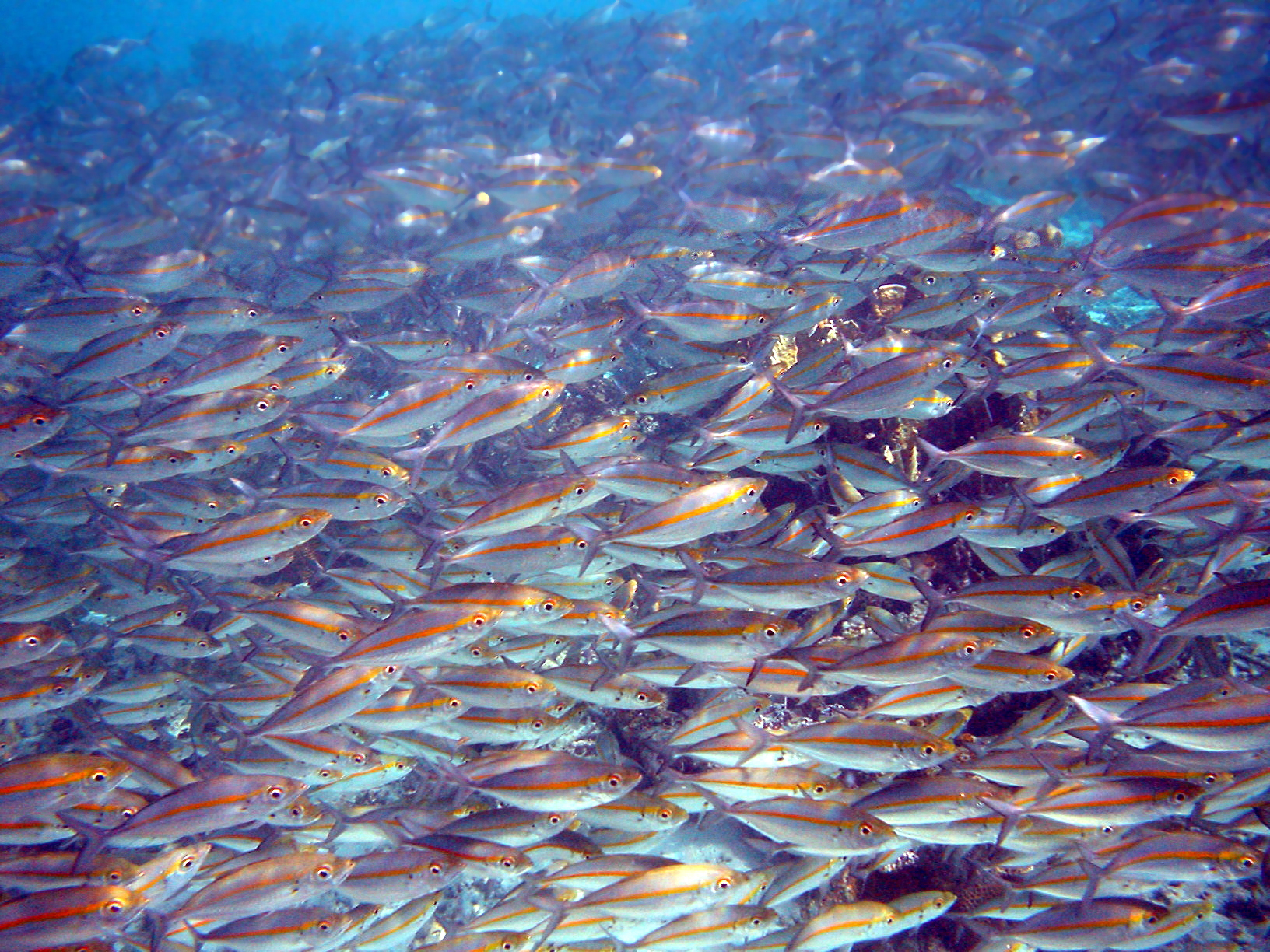
Estos pequeños fusileros de banda dorada son peces forrajeros típicos. Nadan en grandes cardúmenes para protegerse de depredadores más grandes.

Los peces forrajeros, también llamados peces de forraje, peces de presa o peces de cebo, son pequeños peces pelágicos que sirven de alimento a depredadores más grandes. Entre tales depredadores se encuentran otros peces más grandes, aves marinas y mamíferos marinos. Los peces forrajeros típicos de los océanos se alimentan de plancton, casi en la base de la cadena alimentaria, a menudo por medio de la alimentación por filtración. Entre estos se encuentran en particular peces de la familia Clupeidae (arenques, sardinas, sábalos, arenques de hilsa, sábalos atlánticos, anchoas y espadines), pero también otros peces pequeños, incluyendo pajaritos, pejerreyes, eperlanos como el capelán y fusileros de banda dorada.
Los peces forrajeros compensan su pequeño tamaño formando bancos. Algunos nadan en redes sincronizadas con la boca abierta para poder filtrar el plancton de manera eficiente. Estos bancos pueden convertirse en inmensos cardúmenes que se desplazan a lo largo de las costas y migran a través de océanos abiertos. Los cardúmenes son recursos energéticos concentrados para los grandes depredadores marinos. Los depredadores están muy atentos a los cardúmenes, muy conscientes de su número y sus movimientos, y realizan a su vez migraciones que pueden abarcar miles de kilómetros para conectarse o mantenerse conectados con ellos.
Los productores primarios de los océanos, contenidos principalmente en el plancton, producen energía alimentaria a partir del sol y son el combustible en bruto de las redes alimentarias oceánicas. Los peces forrajeros transfieren esta energía al comer el plancton y convertirse ellos mismos en alimento para los depredadores superiores. De esta manera, los peces forrajeros ocupan las posiciones centrales en las redes tróficas oceánicas y lacustres.
La industria pesquera captura peces forrajeros principalmente para usarlos como alimento para animales de granja. Algunos científicos pesqueros han expresado su preocupación por que esto afecte a las poblaciones de peces depredadores que de ellos dependen.

## En los océanos
Los peces forrajeros típicos de los océanos son peces grasos pequeños, plateados que forman cardúmenes, como el arenque, la anchoa y el sábalo atlántico, y otros peces de carnada como el capelán, los eperlanos, las lanzas de arena, los pajaritos, el abadejo, la palometa y jóvenes peces de roca. Los arenques son un pez forrajero preeminente, a menudo comercializado como sardinas.
El término "pez de forraje" se utiliza en las pesquerías y se aplica también a especies forrajeras que no son verdaderos peces, pero que juegan un papel importante como presa de depredadores. Así, invertebrados como los calamares y las gambas (o camarones) también son llamadas "peces forrajeros". Incluso los kril, diminutos crustáceos parecidos a los camarones y que son suficientemente pequeños como para ser consumidos por otros peces de forraje, pero suficientemente grandes para comer el mismo zooplancton que los peces forrajeros, se clasifican a menudo como "peces de forraje". 
|          |                                |                  |
| Anchoas  | Calamar de arrecife del Caribe | Sábalo atlántico |
|          |                                |                  |
| Sardinas | Camarón                        | Kril del norte   |

Los peces forrajeros utilizan la biomasa de copépodos, mísidos y kril en la zona pelágica para convertirse en los convertidores dominantes de la enorme producción oceánica de zooplancton. A su vez, son presas fundamentales para los niveles tróficos superiores. Es posible que los peces forrajeros hayan logrado tal dominio debido a la manera en que viven en cardúmenes enormes y que, con frecuencia, se mueven de manera extremadamente rápida. 
Si bien los peces forrajeros son abundantes, incluyen relativamente pocas especies. En el océano hay más especies de productores primarios y de depredadores ápice o alfa que de peces forrajeros.

### Redes tróficas oceánicas
Los peces de forrajes ocupan posiciones centrales en las redes tróficas de los océanos. La posición que ocupa un pez en una red alimenticia recibe el nombre de nivel trófico (del griego trophē = alimento). Los organismos que come se encuentran en un nivel trófico inferior y los organismos que de ellos se alimentan se encuentran en un nivel trófico superior. Los peces forrajeros ocupan niveles intermedios en la red trófica, sirviendo de presa dominante a peces, aves marinas y mamíferos de niveles más altos.
Las pirámides ecológicas son representaciones gráficas, tales como la de la figura de la derecha, que muestran cómo cambia la biomasa o la productividad en cada nivel trófico de un ecosistema. El primer nivel o nivel inferior lo ocupan los productores primarios o autótrofos (del griego autos = uno mismo y trophe = alimento). Estos son los nombres que reciben aquellos organismos que no se alimentan de otros organismos, sino que producen biomasa a partir de compuestos inorgánicos, principalmente mediante un proceso de fotosíntesis. 
En los océanos, la mayor parte de la producción primaria es hecha por algas. Esto contrasta con lo que ocurre en tierra firme, en donde la mayor parte de la producción primaria la hacen plantas vasculares. Las algas incluyen desde células flotantes individuales hasta macroalgas adheridas, mientras que las plantas vasculares están representadas en los océanos por grupos como las praderas marinas. Los productores de mayor tamaño, como las praderas marinas y las macroalgas, se limitan principalmente a la zona litoral y a aguas poco profundas, donde se adhieren al sustrato subyacente, manteniéndose así dentro de la zona fótica. La mayor parte de la producción primaria en el océano la realizan organismos microscópicos, el fitoplancton.
De esta manera, en ambientes oceánicos, el primer nivel trófico en la base está ocupado principalmente por el fitoplancton, organismos microscópicos a la deriva, en su mayoría algas unicelulares, que flotan en el mar. La mayoría de organismos que componen el fitoplancton son demasiado pequeños para poder ser detectados individualmente a simple vista. Pueden aparecer como una decoloración verde del agua cuando están presentes en un número suficiente. En tanto aumentan su biomasa principalmente mediante la fotosíntesis, viven en la capa superficial iluminada por el sol (zona eufótica) 
|              |               |           |
| Fitoplancton | Dinoflagelado | Diatomeas |

Los grupos más importantes de fitoplancton incluyen las diatomeas y los dinoflagelados. Las diatomeas son de particular importancia en los océanos, en donde se estima que contribuyen hasta un 45% de la producción primaria total del océano. Las diatomeas suelen ser de tamaño microscópico, si bien algunas especies pueden llegar a medir hasta 2 milímetros de longitud.
El segundo nivel trófico (consumidores primarios) lo ocupa el zooplancton que se alimenta del fitoplancton. Junto con el fitoplancton, forman la base de la pirámide alimenticia que sustenta la gran mayoría de los grandes caladeros del mundo. El zooplancton está compuesto de animales diminutos que se encuentran con el fitoplancton en las aguas superficiales de los océanos, e incluye crustáceos diminutos y larvas de peces y alevines (peces recién nacidos). La mayoría del zooplancton se alimenta por filtración y utiliza sus apéndices para filtrar el fitoplancton del agua. Algunos zooplancton de mayor tamaño se alimentan también de zooplancton más pequeño. Algunos zooplancton pueden saltar un poco para poder evitar a los depredadores, pero en realidad son incapaces de nadar. Al igual que el fitoplancton, flotan con las corrientes, mareas y vientos. Los zooplancton pueden reproducirse rápidamente, de forma que sus poblaciones pueden aumentar hasta un treinta por ciento al día en condiciones favorables. Muchos viven vidas cortas y productivas y alcanzan la madurez rápidamente.
|                   |                                            |                             |
| Gusano segmentado | Pequeños crustáceos similares a las gambas | Calamar planctónico juvenil |

Los grupos más importantes de zooplancton son los copépodos y el kril. Estos no aparecen en las imágenes anteriores, pero son discutidos en más detalle posteriorimente. Los copépodos son un grupo de pequeños crustáceos que se encuentran en hábitats oceánicos y de agua dulce. Son la mayor fuente de proteínas en el mar, y son presas importantes para los peces forrajeros. El krll es la siguiente fuente de proteínas más importante. El kril es un zooplancton depredador especialmente grande que se alimenta de zooplancton más pequeño. Esto significa que realmente pertenecen al tercer nivel trófico, el de consumidores secundarios, junto con los peces forrajeros.
Juntos, el fitoplancton y el zooplancton constituyen la mayor parte del plancton del mar. Plancton es el término que se aplica a todos los pequeños organismos a la deriva flotando en el mar (del griego planktos = errante o vagabundo). Por definición, los organismos clasificados como plancton son incapaces de nadar contra las corrientes oceánicas; no pueden resistir la corriente ambiental y controlar su posición. En ambientes oceánicos, los dos primeros niveles tróficos están ocupados principalmente por el plancton. El plancton se divide en productores y consumidores. Los productores son el fitoplancton (dek griego phyton = planta) y los consumidores, que comen el fitoplancton, son el zooplancton (del griego zoon = animal).

### Dieta
Los peces de forraje se alimentan de plancton. Cuando son devorados por depredadores más grandes, transfieren esta energía desde la parte inferior de la cadena alimenticia a la parte superior y, de esta manera, son el eslabón central entre niveles tróficos.
Los peces de forraje generalmente se alimentan por filtración, lo que quiere decir que se alimentan filtrando materia suspendida y partículas de comida del agua. Usualmente viajan en grandes cardúmenes, de movimiento lento, muy apretados y con la boca abierta. Suelen ser omnívoros. Su dieta suele basarse principalmente en zooplancton, si bien, en tanto omnívoros, también ingieren algo de fitoplancton.
Peces de forraje jóvenes, como los arenques, se alimentan principalmente de fitoplancton y, a medida que maduran, empiezan a consumir organismos más grandes. Arenques más viejos se alimentan de zooplancton, diminutos animales que se encuentran en aguas superficiales oceánicas, así como de larvas y alevines de peces (peces recién desovados). Los copépodos y otros crustáceos diminutos son algunos de los tipo de zooplancton común que se comen los peces forrajeros. Durante la luz del día, muchos peces de forraje permanecen a salvo en aguas profundas, alimentándose en la superficie solo de noche cuando hay menos posibilidades de depredación. Nadan con la boca abierta, filtrando el plancton del agua cuando pasa por sus branquias.
Los pajaritos oceánicos son omnívoros que se alimentan de algas, plancton, plantas marinas como los pastos marinos, invertebrados como los pterópodos y crustáceos, y peces más pequeños. Algunas especies tropicales se alimentan de animales durante el día y de plantas durante la noche, mientras que otras alternan el consumo de animales en el verano con la el de plantas en el invierno. A su vez, son devorados por peces picudos (p. ej., marlines o peces espada), caballas y tiburones.

### Depredadores
Los peces de forraje son la comida que sostiene a depredadores más grandes por encima de ellos en la cadena alimenticia oceánica. La sobreabundancia que presentan en sus cardúmenes los convierte en fuentes de comida ideales para los peces depredadores superiores como el atún, la lubina rayada, el bacalao, el salmón, labarracuda y el pez espada, así como tiburones, ballenas, delfines, marsopas, focas, leones marinos y aves marinas.
|               |         |               |
| Atún          | Tiburón | Lubina rayada |
|               |         |               |
| Foca leopardo | Delfín  | Alcatraz      |

### Cardúmenes

Bucle de vídeo submarino de un cardumen de arenques migrando a gran velocidad a sus zonas de desove en el mar Báltico

Los peces de forraje compensan su pequeño tamaño formando bancos o cardúmenes. Estas agrupaciones, a veces inmensas, alimentan la red alimentaria oceánica. La mayoría de peces de forraje son pelágicos, es decir, que forman sus cardúmenes en aguas abiertas y no en el fondo (peces bentónicos) o cerca del fondo (peces bentopelágicos). Tienen vidas cortas y pasan casi desapercibidos para los seres humanos, aparte de ocasionales papeles de reparto en los documentales sobre los grandes depredador del océano. Si bien puede que no reciban mucha atención, los grandes depredadores marinos están muy pendientes de ellos, son muy conscientes de su número y su paradero, y realizan migraciones que pueden abarcar miles de kilómetros para hacer contacto con ellos. Al fin y al cabo, los peces de forraje son su alimento.
Los arenques se encuentran entre los cardúmenes más espectaculares. Se agrupan en enormes cantidades. Algunas medidas de bancos o cardúmenes han alcanzado más de cuatro kilómetros cúbicos de tamaño, conteniendo alrededor de cuatro mil millones de peces. Estos cardúmenes se mueven a lo largo de las costas y atraviesan océanos abiertos. Los cardúmenes de arenques tienen en general disposiciones muy precisas que permiten que el cardumen mantenga velocidades de crucero relativamente constantes. Los arenques tienen una excelente audición y sus cardúmenes reaccionan muy rápido ante un depredador. Los arenques se mantienen a cierta distancia de buzos en movimiento o de depredadores que deambulan como las ballenas asesinas, formando una vacuola que puede parecer una rosquilla cuando se ve desde un avión de observación. Las complejidades de la formación de cardúmenes están lejos de entenderse por completo, especialmente las relacionadas con la energía para la natación y la alimentación. Se han sugerido muchas hipótesis para explicar la función del cardado, tales como brindar una mejor orientación, la caza sincronizada, la confusión de depredadores o un menor riesgo de ser encontrados. El cardado también tiene desventajas, como la acumulación de excreciones en el medio respiratorio y el agotamiento de oxígeno y alimentos. La forma en que los peces se organizan en el cardumen probablemente brinda ventajas en el ahorro de energía, si bien esto es motivo de debate.
En días tranquilos, los bancos de arenques se pueden detectar en la superficie a un kilómetro y medio de distancia gracias al pequeño oleaje que forman, o desde varios metros de distancia en las noches cuando desencadenan la bioluminiscencia en el plancton circundante. Grabaciones subacuáticas muestran a arenques navegando constantemente a altas velocidades de hasta 108 cm/s, con velocidades de escape mucho mayores.

Son peces frágiles y, debido a su adaptación al comportamiento de cardado, rara vez se les exhibe en los acuarios. Incluso con las mejores instalaciones que un acuario pueda ofrecer, se vuelven aletargados en comparación con la vibrante energía que muestran en los bancos salvajes.

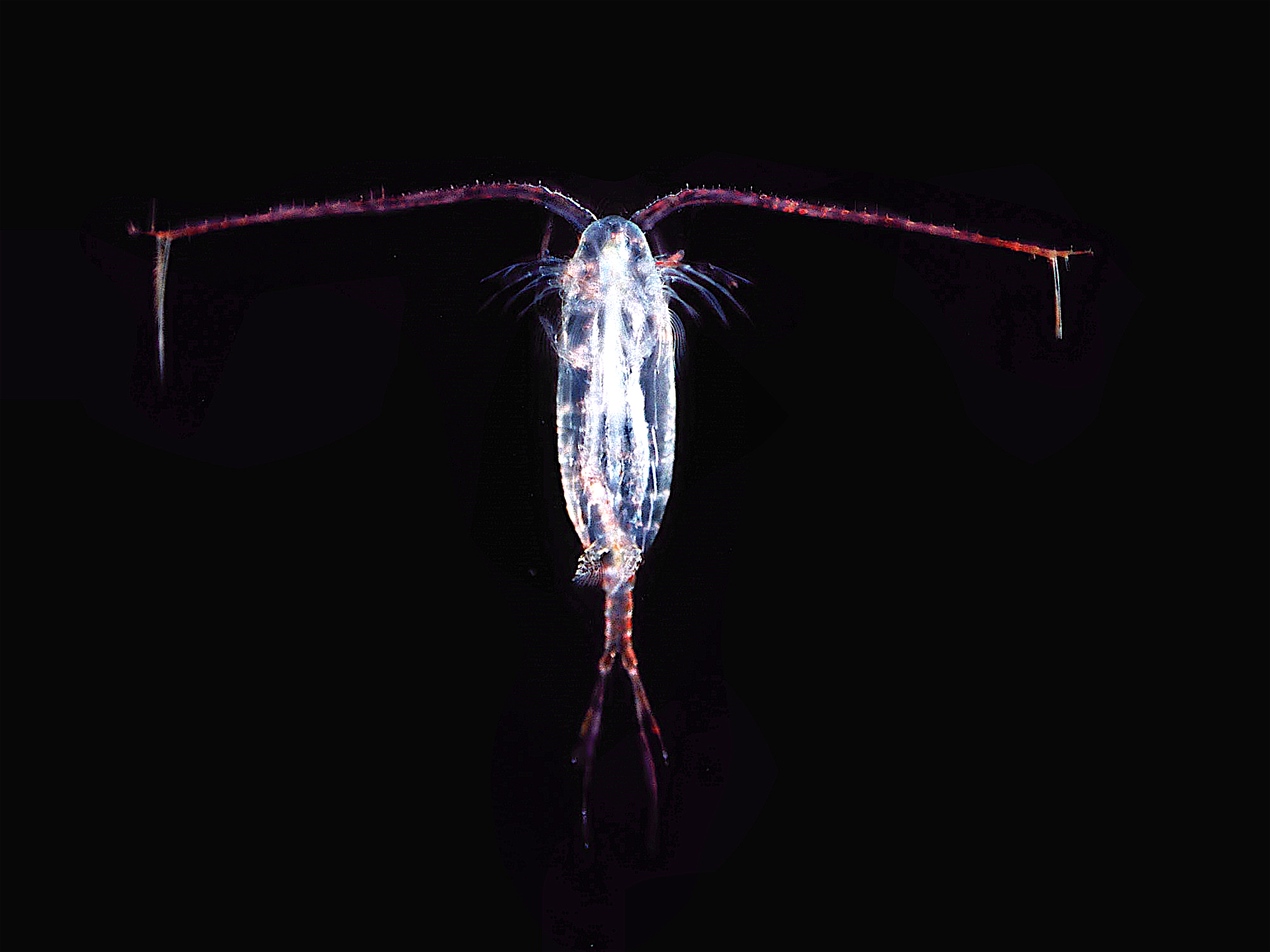
Copépodo

Bucle de video en cámara lenta de un arenque juvenil alimentándose de copépodos

### Caza de copépodos
Los copépodos son un grupo de crustáceos pequeños que se encuentran en hábitats oceánicos y de agua dulce. Muchas especies son planctónicas (flotando a la deriva en el agua del océano), mientras que otras son bentónicas (viven en el fondo del mar). Los copépodos miden típicamente de uno a dos milímetros de largo, y tienen un cuerpo en forma de lágrima. Como otros crustáceos tienen un exoesqueleto blindado, pero son tan pequeños que tal armadura, y todo el cuerpo, suele ser transparente.
Los copépodos son usualmente el tipo de zooplancton dominante. Algunos científicos afirman que forman la mayor biomasa animal del planeta. El otro contendiente es el kril antártico, pero los copépodos son más pequeños que el kril, con tasas de crecimiento más rápidas y están distribuidos de manera más uniforme por los océanos. Esto significa que casi con certeza los copépodos contribuyen una mayor producción secundaria a los océanos del mundo que el kril, y quizás más que todos los demás grupos de organismos marinos juntos. Son un elemento importante en el menú de pescados forrajeros.
Los copépodos se mantienen muy alertas y evasivos. Tienen largas antenas. Cuando las extienden, pueden sentir la onda de presión de un pez que se aproxima y saltar a una gran velocidad unos pocos centímetros.

Los arenques se alimentan en la zona pelágica. Sus presas consisten en un amplio espectro de fitoplancton y zooplancton, entre las cuales los copépodos son la presa dominante. Los arenques jóvenes usualmente atrapan pequeños copépodos cazándolos de manera individual (acercándose a ellos desde abajo). El video (a media velocidad) de la izquierda muestra a un joven arenque alimentándose de copépodos. En el medio de la imagen, un copépodo escapa con éxito hacia la izquierda. Los opérculos (colgajos óseos duros que cubren las branquias) se abren de par en par para compensar la onda de presión que alertaría al copépodo para desencadenar un salto.

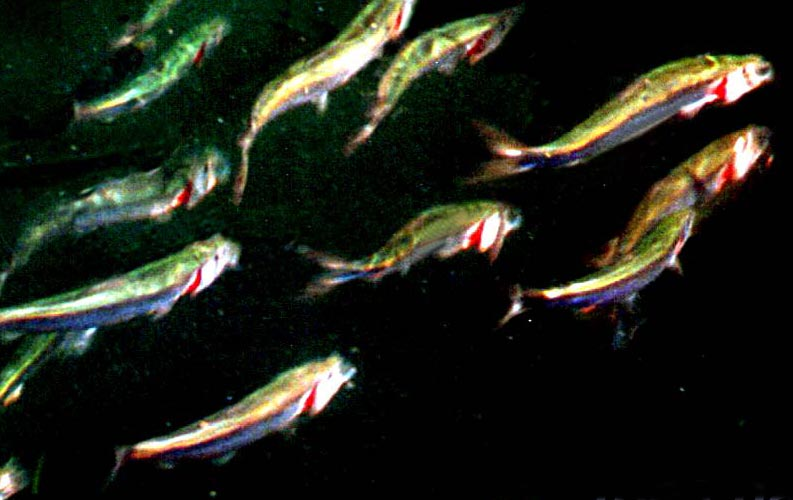
Arenques atacando a un banco de copépodos, usando alimentación en ariete

Los arenques jóvenes buscan a los muy alertas y evasivos copépodos en sincronización. (Haga clic para animar).

Si las concentraciones de presas alcanzan niveles muy altos, los arenques adoptan un método llamado "alimentación en ariete" (del inglés, ram feeding). Nadan con la boca bien abierta y los opérculos totalmente expandidos. Cada varios pies, cierran y limpian sus branquiespinas durante unos milisegundos (alimentación por filtración). En la foto de la derecha, los arenques se alimentan en ariete de un cardumen de copépodos. Todos los peces abren la boca y los opérculos al mismo tiempo (las rojas branquias son visibles; haga clic para agrandar). Los peces nadan en una cuadrícula donde la distancia entre ellos es la misma que la longitud de salto de sus presas, como se indica en la animación queaparece a continuación.

En la animación, arenques juveniles cazan a los copépodos en sincronización: los copépodos perciben con sus antenas la onda de presión de un arenque que se aproxima y reaccionan con un rápido salto de escape. La longitud del salto es bastante constante. Los peces entonces se alinean en una cuadrícula con tal longitud de salto característica. Un copépodo puede saltar unas 80 veces antes de que se canse. Tras un salto, necesita 60 milisegundos para poder extender sus antenas nuevamente, y tal demora es su condena, en tanto la corriente casi interminable de arenques permite que alguno eventualmente atrape al copépodo. Un arenque juvenil en solitario jamás podría atrapar a un copépodo grande.

### Migraciones

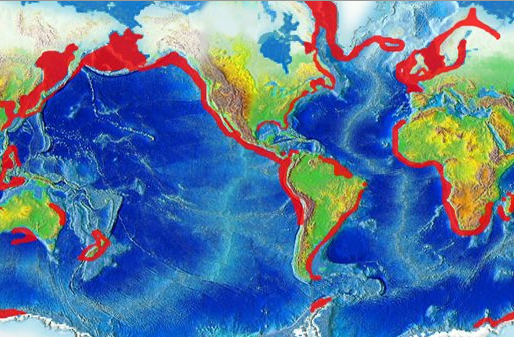
Los surgencias costeras pueden proporcionar zonas de alimentación ricas en plancton para los peces forrajeros.

Migración del capelán islandés

Los peces forrajeros a menudo realizan grandes migraciones entre sus zonas de desove, alimentación y cría. Los cardúmenes de una población en particular generalmente viajan en triángulo entre tales terrenos. Por ejemplo, una población de arenques tiene su zona de desove en el sur de Noruega, su zona de alimentación en Islandia y su zona de cría en el norte de Noruega. Viajes triangulares amplios como estos pueden ser importantes en tanto los peces forrajeros, mientras se alimentan, no pueden distinguir a su propia descendencia.
Surgencias o afloramientos oceánicos proporcionan zonas de alimentación fértiles para peces de forraje. Los giros oceánicos son corrientes oceánicas a gran escala causadas por el efecto Coriolis. Corrientes en la superficie impulsadas por el viento interactúan con estos giros y con la topografía submarina, p. ej., montes submarinos o el borde de la plataforma continental, para producir surgencias y surgencias negativas (downwellings). Estas pueden transportar nutrientes de los que se nutre el plancton. El resultado puede ser zonas de alimentación ricas y atractivas para los peces forrajeros que se alimentan de plancton. A su vez, los peces forrajeros mismos se convierten en un lugar de alimentación para peces depredadores más grandes. La mayoría de los afloramientos o surgencias son costeros y muchos de ellos sustentan algunas de las pesquerías más productivas del mundo. Algunas regiones notables de surgencia son las costas de Perú, Chile, el Mar Arábigo, el occidente de Sudáfrica, el oriente de Nueva Zelanda y la costa de California.
El capelán es un pez forrajero de la familia de los eperlanos  que se encuentra en los océanos Atlántico y Ártico. Durante el verano, se alimentan de densos enjambres de plancton en el borde de la plataforma de hielo. Los capelanes más grandes también comen kril y otros crustáceos. El capelán se traslada a la costa en grandes cardúmenes para desovar y migrar en la primavera y el verano para alimentarse en áreas ricas en plancton entre Islandia, Groenlandia y Jan Mayen. La migración se ve afectada por corrientes oceánicas. Alrededor de Islandia, los capelanes que maduran empiezan grandes migraciones de alimentación hacia el norte en primavera y verano. La migración de retorno tiene lugar de septiembre a noviembre. La migración de desove empieza al norte de Islandia en diciembre o enero.

El diagrama de la derecha muestra las principales zonas de desove y rutas de deriva de las larvas. Los capelanes de camino a las áreas de alimentación aparecen en color verde, los que están de regreso en azul, y las áreas de reproducción en rojo. En un artículo de 2009, investigadores islandeses describen su aplicación de un modelo de partículas interactivas a la población de capelanes alrededor de Islandia, prediciendo adecuadamente la ruta de migración de desove para 2008.

### Ataques de depredadores
Los peces de forraje en bancos o cardúmenes son presa de ataques constantes por parte de depredadores. Un ejemplo de esto son los ataques que tienen lugar durante la migración africana de la sardina. La migración africana de la sardina es una espectacular migración de millones de sardinas plateadas a lo largo de la costa austral del continente africano. En términos de biomasa, la migración sardina es comparable a la gran migración de ñus en África Oriental.

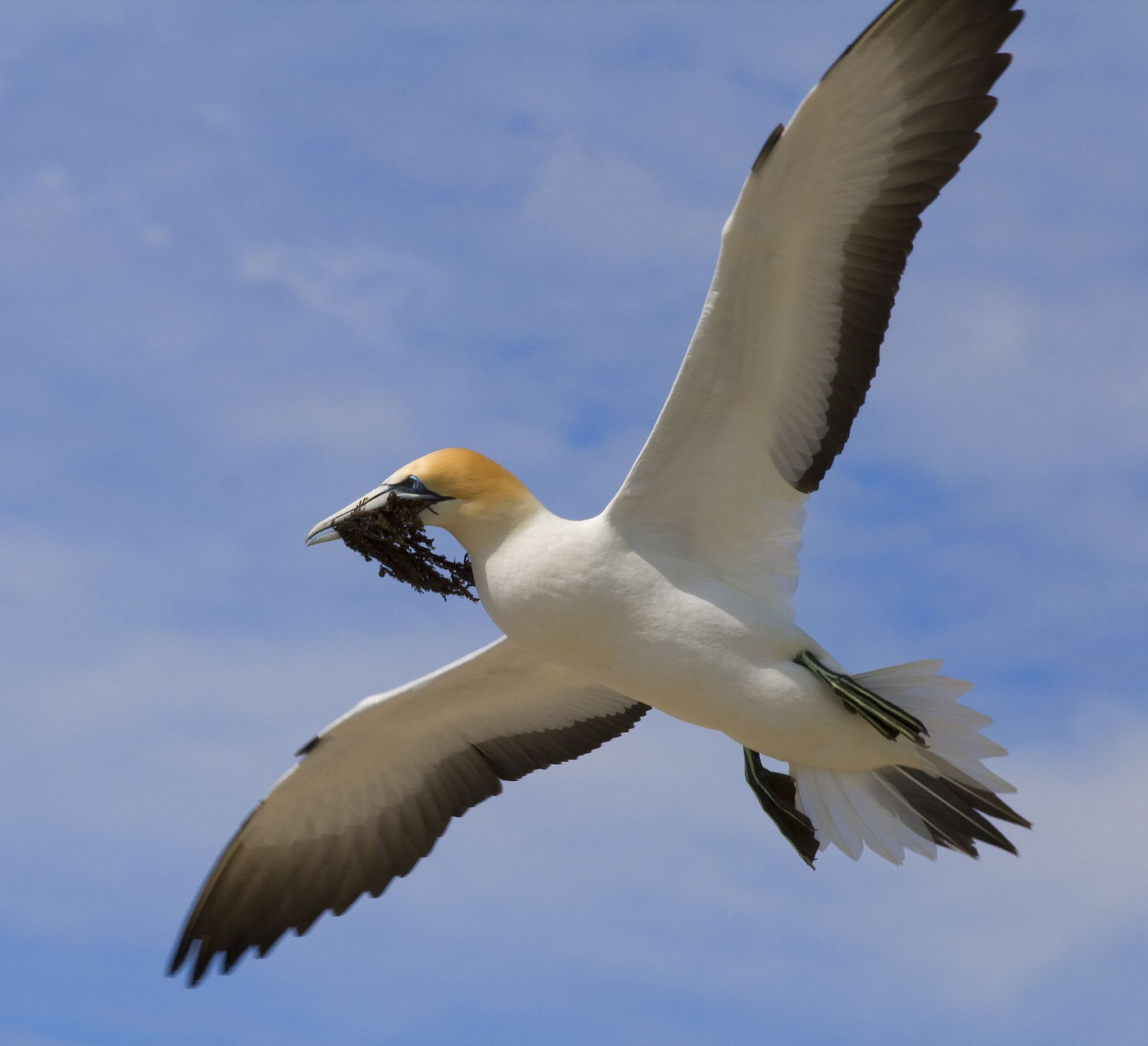
Alcatraz

Las sardinas tienen un ciclo de vida corto, pues viven apenas dos o tres años. Las sardinas adultas, de unos dos años de edad, se acumulan en los bancos del cabo de las Agujas donde desovan durante la primavera y el verano, soltando decenas de miles de huevos en el agua. A partir de allí, las sardinas adultas se abren paso en cientos de cardúmenes en dirección a las aguas subtropicales del Océano Índico. Un cardumen grande puede llegar a tener 7 kilómetros de largo, 1.5 kilómetros de ancho y 30 metros de profundidad. Grandes números de tiburones, delfines, atunes, peces vela, lobos marinos de El Cabo e incluso orcas se congregan y siguen a los cardúmenes, creando un frenesí alimentario a lo largo de la costa.
Cuando se sienten amenazadas, las sardinas se agrupan de manera instintiva y conforman enormes formaciones esféricas llamados "bolas de cebo." Las bolas de cebo o carnaza pueden tener hasta 20 metros de diámetro. Estas formaciones son de corta duración, y rara vez duran más de 20 minutos. Grupos de hasta 18.000 delfines, comportándose de manera similar a los perros pastores, rodean las sardinas hasta que formen estas bolas de cebo o las hacen mover en rebaño a aguas poco profundas (acorralamiento) donde es más fáciles atraparlas. Una vez reunidas, los delfines y otros depredadores se turnan para nadar a través de las bolas de cebo y atiborrarse de sardinas a medida que éstas avanzan. Aves marinas también atacan desde la superficie, incluyendo bandadas de alcatraces, cormoranes, charranes y gaviotas. Algunas de estas aves marinas se lanzan en picada desde alturas de 30 metros, hundiéndose en el agua y dejando rastros de vapor tras de sí que las hacen ver como aviones de combate. 
Los huevos, depositados en los bancos del cabo de Agujas, se desplazan con la corriente hacia el nororiente en dirección a las aguas frente a la costa oriental, donde las larvas crecen hasta convertirse en peces juveniles. Cuando tienen edad suficiente, se agrupan en densos cardúmenes y migran hacia el sur, regresando a los bancos del cabo de las Agujas para reiniciar el ciclo. 

## Pesca de peces forrajeros

### Histórica

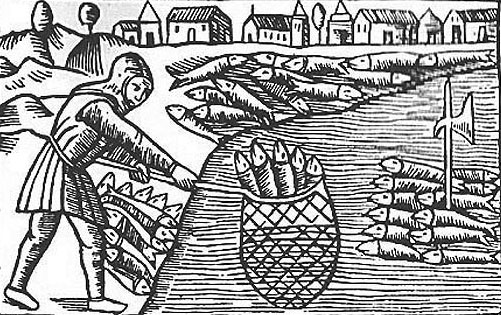
Pesca medieval de arenques en Escania (publicada en 1555).

Se ha conocido al arenque como una fuente de alimento básico desde alrededor del año 3000 a. C. En épocas romanas, las anchoas eran usadas como la base de la salsa de pescado fermentada garo. Este alimento básico de la cocina romana se producía en cantidades industriales y era transportado a largas distancias.
La pesca de sardelas o sardinas (Sardina pilchardus) es una actividad que aún sobrevive en las costas croatas de Dalmacia e Istria, en el Adriático. Esta práctica tiene raíces milenios atrás. La región era para entonces en gran medida un dominio veneciano, parte del Imperio Romano. Esta área siempre se ha sostenido gracias a la pesca, principalmente la de sardinas. A lo largo de la costa muchos pueblos promueven aún la práctica tradicional de la pesca con botes de velas latinas para promover el turismo y durante las fiestas.
La pesca y el procesamiento de sardinas prosperaron en Cornualles entre 1750 y 1880, a raíz de lo cual los cardúmenes disminuyeron casi hasta desaparecer. Para 2007, el número de sardinas había mejorado. Esta industria ha aparecido en muchas obras de arte, entre ellas en las de Stanhope Forbes y de otros artistas de la Escuela de Newlyn.

### Contemporánea

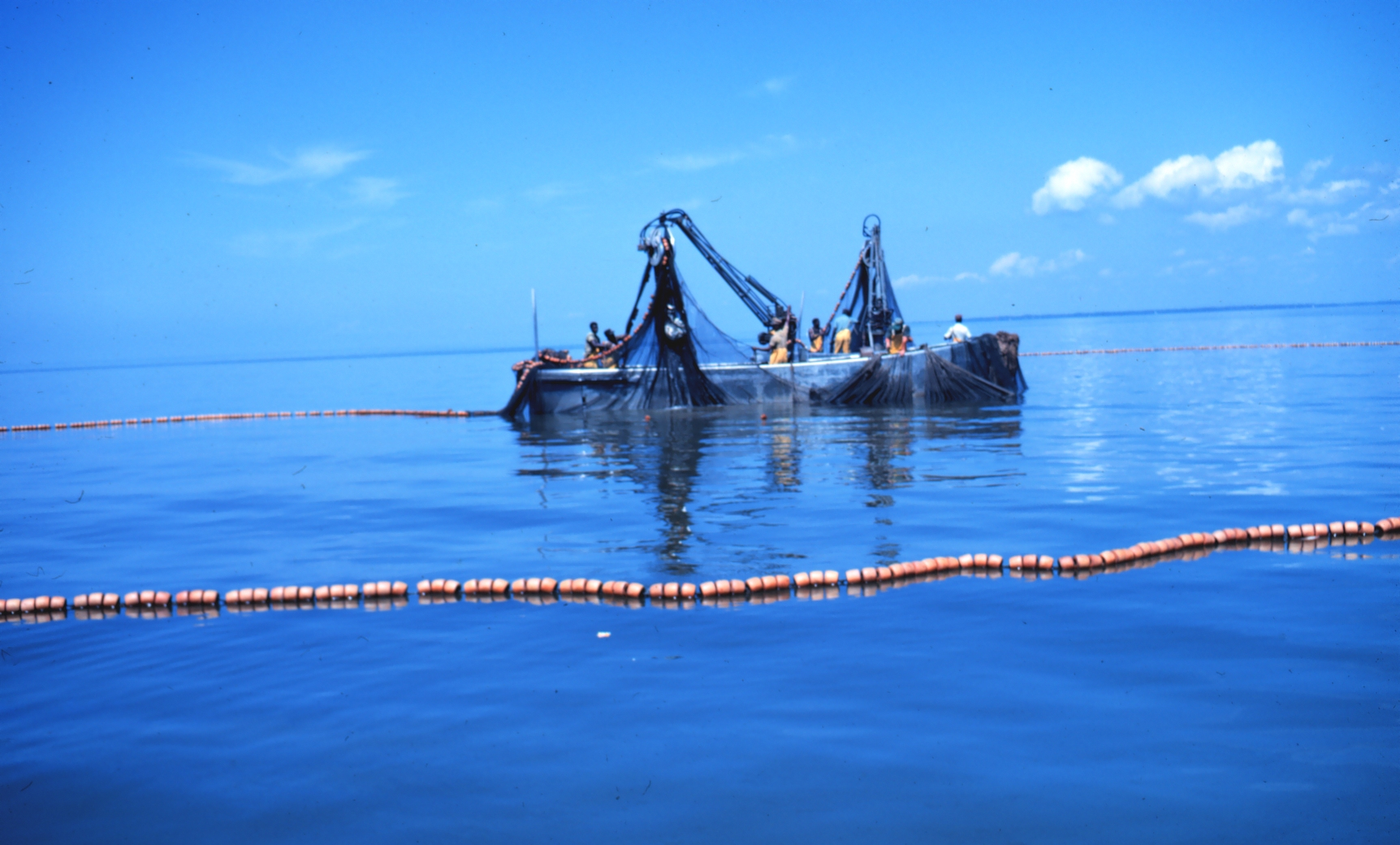
Barcos de cerco rodeando un cardumen de sábalos atlánticos

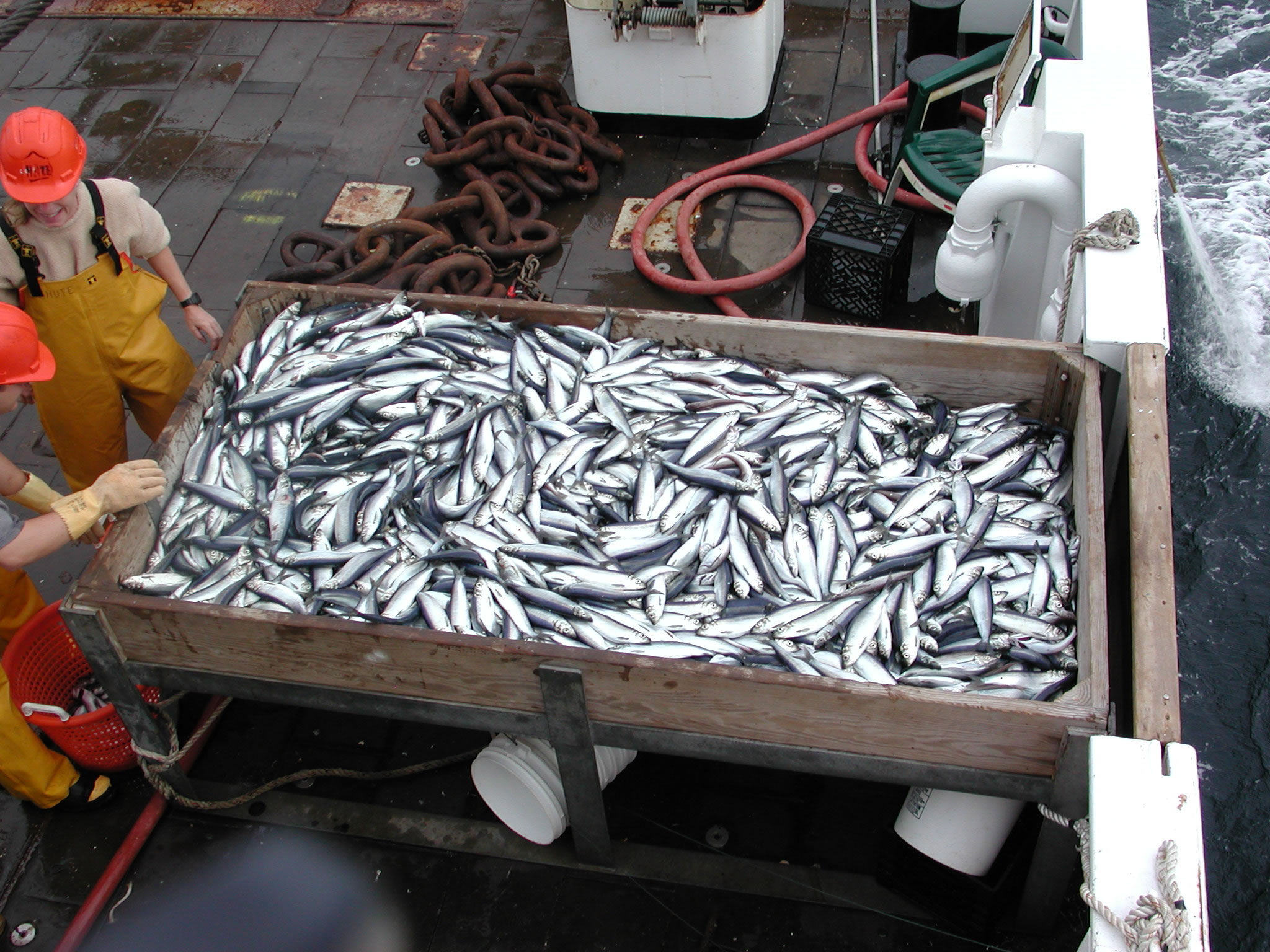
Pesca comercial de arenque

Las pesquerías comerciales tradicionales se enfocaron en depredadores oceánicos de alto valor como el bacalao, el pez de roca o el atún, en lugar de peces forrajeros. A medida que las tecnologías se desarrollaron, las pesquerías se volvieron tan efectivas en localizar y atrapar tales peces depredadores que muchas de sus existencias colapsaron. La industria compensó esto recurriendo a especies ubicadas en partes más bajas de la cadena alimenticia.
En épocas previas, era más difícil pescar peces forrajeros de manera rentable y constituían solo una pequeña parte de las pesquerías marinas globales. Sin embargo, tecnologías modernas de pesca industrial han permitido que cantidades cada vez mayores sean extraídas. Las pesquerías de peces forrajeros a escala industrial necesitan desembarques enormes de peces para poder generar ganancias. La industria está dominada por un número pequeño de empresas pesqueras y procesadoras.
Las poblaciones de peces forrajeros son muy vulnerables a la hora de enfrentarse a equipos de pesca modernos. Puesto que nadan cerca de la superficie en cardúmenes compactados, son relativamente fáciles de localizar en la superficie con sondas de peces electrónicas sofisticadas y desde los aires con aviones de detección. Una vez localizados, se les saca del agua con redes de alta eficiencia, como redes de cerco, que extraen la mayor parte del cardumen.
Los patrones de desove de los peces forrajeros son altamente predecibles. Algunas pesquerías usan su conocimiento de tales patrones para atrapar a las especies forrajeras mientras se juntan para desovar, extrayendo a los peces antes de que hayan desovado. La pesca durante estos períodos de desove o en otros momentos en que los peces forrajeros se agrupan en grandes cantidades también puede afectar notablemente a los depredadores. Muchos depredadores, como las ballenas, los atunes o los tiburones, han evolucionado para migrar largas distancias hasta sitios específicos para alimentarse y reproducirse. Así, su supervivencia depende de que logren encontrar tales cardúmenes de peces de forrajes en sus zonas de alimentación. Los grandes depredadores del océano, sin importar qué tan adaptados estén en términos de velocidad, tamaño, resistencia o sigilo, están en el lado perdedor a la hora de competir con las maquinarias de la pesca industrial contemporánea.
En total, los peces forrajeros representan el 37% (31.5 millones de toneladas) de todos los peces que son sacados cada año de los océanos del mundo. Con todo, en tanto hay menos especies de peces forrajeros que de peces depredadores, las pesquerías de especies forrajeras son las más grandes del mundo. Siete de las diez pesquerías más grandes se enfocan en peces forrajeros. La pesca total a nivel mundial de arenques, sardinas y anchoas solamente en 2005 fue de 22,4 millones de toneladas, 24% de la pesca total mundial.
La pesquería peruana de chanchoveta es en la actualidad la más grande del mundo (10,7 millones de toneladas en 2004), mientras que la pesquería de abadejos de Alaska, en el mar de Bering es la pesquería de una sola especie más grande del mundo (3 millones de toneladas). Se dice que el abadejo de Alaska es la mayor fuente de pescado consumible que queda en el mundo. No obstante, la biomasa del abadejo ha disminuido en las últimas décadas, lo que probablemente signifique problemas tanto para el ecosistema del mar de Bering como para la pesquería comercial que depende de éste. Evaluaciones acústicas realizadas por la NOAA indican que la población de abadejos en 2008 fue casi un 50% más baja que los niveles del estudio del año previo.[cita requerida] Algunos científicos creen que tal disminución en el abadejo de Alaska podría llevar a un colapso similar al que sufrió el bacalao del Atlántico, lo que podría tener consecuencias negativas para el ecosistema entero del mar de Bering. El salmón, el fletán, los leones marinos de Steller (en peligro de extinción), los lobos marinos y las ballenas jorobadas comen abadejo y dependen de la existencia de poblaciones saludables para sostenerse.

### Uso como alimento para animales
El ochenta por ciento del pescado forrajero que se pesca se usa para dar de comer a otros animales, en gran parte debido al alto contenido de benéficos ácidos grasos omega-3 en su carne. El noventa por ciento de estos es procesado en harina de pescado o aceite de pescado. De esta proporción, el 46 por ciento se destina a la piscicultura, el 24 por ciento a la porcicultura y el 22 por ciento a la crianza de aves de corral (2002). El total de peces forrajeros que se usa como alimento para cerdos y aves de es seis veces el peso del que se usa para el consumo total de comida de mar del mercado estadounidense. Una de las más prometedoras alternativas al aceite de pescado como fuente de ácidos grasos omega-3 y ciertos aminoácidos es el aceite de algas obtenido de microalgas, que es la fuente original de tales ácidos grasos en los peces forrajeros.
De acuerdo con Turchini y De Silva (2008), la industria mundial de comida para gatos consume otros 2,5 millones de toneladas de la pesca anual de peces forrajeros. En Australia, los gatos domésticos consumen 13,7 kilogramos de pescado al año en comparación con los 11 kilogramos que consume una persona australiana promedio. La industria de comida para mascotas comercializa cada vez más productos prémium y super prémium, cuando se podrían en cambio usar diferentes materias primas, como los subproductos de la industria del fileteado de pescado.

### Asuntos ambientales
En 2008, el Proyecto Sea Around Us completó un estudio de nueve años sobre peces forrajeros liderado por los científicos pesqueros Jacqueline Alder y Daniel Pauly. Concluyeron que

1. La composición de los desembarcos de las pesquerías de peces forrajeros ha cambiado en los últimos 50 años y el nivel trófico de los peces utilizados en la harina de pescado ha aumentado en los últimos 20 años.
2. Nuestra comprensión del papel de los peces forrajeros en el ecosistema marino y del impacto de la pesca es todavía limitada.
3. El desembarco de peces forrajeros llegó a su punto máximo en la década de 1970, y es muy poco probable que se alcancen estos altos niveles en el futuro, incluso si la pesca se gestiona de forma sostenible.
4. No es probable que el consumo de peces forrajeros por parte de aves y mamíferos marinos sea oneroso para las pesquerías, excepto en unas pocas zonas específias. Por el contrario, la pesca, al reducir la biomasa de pequeños pelágicos, podría suponer una amenaza para estos depredadores, especialmente para aquellas especies cuyas poblaciones se han visto fuertemente mermadas por la explotación humana en el pasado.
5. Algunas especies de peces forrajeros son consumidas por muchas personas y los patrones de consumo han cambiado en los últimos 20 años.
6. La acuicultura sigue aumentando su consumo de harina y aceite de pescado.

En 2015, las poblaciones de sardinas se desplomaron a lo largo de la costa oeste de los Estados Unidos, haciendo que las pesquerías cerraran temprano y permanecieran cerradas durante la temporada 2015-2016. Una razón fundamental de tal colapso demográfico fue la sobrepesca debido a la demanda en aumento de harinas y aceite de pescado utilizados como piensos en la piscicultura y en suplementos nutricionales para seres humanos. En un esfuerzo por aliviar la presión ejercida sobre las poblaciones de peces forrajeros, el Banco Mundial junto con la Universidad de Arizona, el Acuario de la Bahía de Monterey y el Acuario de Nueva Inglaterra han patrocinado una competencia llamada Desafío F3 (Piensos sin peces, por sus siglas en inglés), que otorgará U$200,000 al fabricante de alimentos para peces más exitoso que desarrolle piensos para la piscicultura que no estén hechos de peces.

## En lagos y ríos
Los peces forrajeros también se encuentran en hábitats de agua dulce, como lagos y ríos, en donde sirven de alimento para depredadores de agua dulce más grandes. Usualmente de tamaños menores a los 15 centímetros de largo, pequeños peces de cebo constituyen la gran mayoría de peces que se encuentran en lagos y ríos. La sola familia de los piscardos, que incluye a los piscardos, cachos, carpitas y albures, consta de más de cincuenta especies. Otros peces forrajeros de agua dulce son los suckers, rivulines, sábalos, peces óseos, así como peces de la familia de la perca, excluyendo a las lobinas y los crappies, y especies más pequeñas de la familia de la carpas. También hay  forrajeros anádromos, como el eulacon.
|                |                    |                               |
| Carpita dorada | Rivulín            | Carpa de vientre rojo del sur |
|                |                    |                               |
| Piscardo chino | Cardumen de carpas | Sábalo de Twaite              |

En el contexto de la actividad humana, dentro de cualquier ecosistema de agua dulce o agua de mar, siempre habrá peces que son deseables o indeseables, variando esto de país a paías y, a menudo, de región a región dentro de un país. Los fanáticos de la pesca deportiva clasifican a los depredadores de peces forrajeros de agua dulce en:
- aquellos que tienen una buena capacidad de lucha y son buenos para comer, que son llamados peces deportivos (o de caza).
- los demás y menos deseables, llamados pescado áspero en América del Norte o pescado tosco en Gran Bretaña

El término pescado áspero o tosco generalmente se refiere a pescados que comúnmente no se comen, que no se buscan por motivos deportivos o que se han convertido en especies invasoras que reducen las poblaciones de peces deseables. Compiten con los peces deportivos más populares por los peces forrajeros. Frecuentemente se los considera una molestia y no suelen estar protegidos por las leyes de caza y pesca. Los peces forrajeros generalmente no son considerados peces ásperos o toscos gracias a su utilidad como cebo.
El término pez áspero (en inglés, rough fish) es utilizado por agencias estatales en los EE. UU. y por pescadores para describir a peces depredadores indeseables. En América del Norte, se suele pescar salmón, trucha, lobina, lucio, bagre, lucioperca y muskallonga. Los peces más pequeños se llaman peces de sartén, ya que caben en una sartén estándar. Algunos ejemplos son los crappies, la lobina de roca, la perca, la perca sol y el pez luna.
El término pescado tosco (en inglés, coarse fish) se originó en el Reino Unido a comienzos del siglo XIX. Antes de esa época, la pesca recreativa era un deporte de la nobleza, que buscaba truchas y salmones, a los que llamaban "pesca de caza." Los demás peces eran despreciados como "pescados toscos." En la actualidad, el término "pescado de caza" se refiere a los salmónidos (excepto los tímalos), es decir, el salmón, la trucha y o la trucha char. El pescado tosco se compone principalmente de las especies más grandes de ciprínidos (carpa, rutilo, besugo), así como lucio, bagre, gar y lamprea. Ya no se desdeña el pescado tosco; de hecho, la pesca de peces toscos se ha convertido en un pasatiempo popular.
|                  |               |                    |
| Trucha de arroyo | Crappie negro | Perca de Macquarie |
|                  |               |                    |
| Trucha arcoiris  | Salmón rosado | Bagre de Canal     |

## Peces de cebo o de alimento
Los peces forrajeros son llamados a veces peces de cebo o peces de alimento. Pez de cebo es un término utilizado particularmente por pescadores recreativos, aunque pescadores comerciales también capturan peces para cebar palangres o nasas. Pez forrajero es un término de las pesquerías y se utiliza en el contexto de las pesquerías. Los peces cebo, por el contrario, son peces que son capturados por humanos para ser usados como cebo para otros peces. Los términos se superponen en el sentido de que la mayoría de los peces carnada también son peces forrajeros y viceversa. El término pez de alimento se utiliza especialmente en el contexto de acuarios de peces. Se refiere esencialmente al mismo concepto que el de peces forrajeros, es decir, peces pequeños que son devorados por peces más grandes, pero se adapta a los requisitos particulares del trabajo con peces en acuarios.

## Cronología
- 2006: La Coalición Nacional para la Conservación Marina de los EE. UU. pide a los administradores pesqueros de los EE. UU. que pongan "¡El forraje primero!" Su campaña se lanzó con la publicación de su informe, Taking the Bait: Are America’s Fisheries Out-competing Predators for their Prey? (Mordiendo el anzuelo: ¿Están las pesquerías de Estados Unidos compitiendo con los depredadores por sus presas?), disponible sin ánimo de lucro para la industria pesquera de los Estados Unidos, y que anima a los administradores pesqueros a proteger las relaciones depredador-presa como un primer paso hacia un enfoque basado en el ecosistema para la gestión pesquera.[2]
- 2009: Se establece el Grupo de trabajo internacional sobre peces forrajeros Lenfest para desarrollar planes de gestión viables para abordar el problema del agotamiento de los peces forrajeros.[26]
- 2015: Las poblaciones de sardinas se desplomaron a lo largo de la costa oeste de los Estados Unidos.[21]

## Informes recientes
- Pikitch E y otros 12 (2012) Little Fish, Big Impact: Managing a Crucial Link in Ocean Food Webs Archivado el 3 de julio de 2012 en Wayback Machine. Lenfest Ocean Program, Washington D. C.. Resumen y otros materiales disponibles en el sitio web del Programa Lenfest Ocean .